# Limnebius nitidus
Limnebius nitidus är en skalbaggsart som först beskrevs av Thomas Marsham 1802.  Limnebius nitidus ingår i släktet Limnebius och familjen vattenbrynsbaggar. Enligt den svenska rödlistan är arten sårbar i Sverige. Arten förekommer i Götaland. Artens livsmiljö är våtmarker, sjöar och vattendrag. Inga underarter finns listade i Catalogue of Life.